# Pedro de Faria
Pedro de Faria ou Pero de Faria foi um administrador colonial português, capitão-mor de Malaca.

## Biografia
Filho de Álvaro de Faria, 4.° Governador de Arzila.
Achou-se com o grande Afonso de Albuquerque na tomada de Goa, e em todas as grandes acções militares daquele tempo e foi capitão de Goa no tempo em que Diogo Lopes de Sequeira foi governador da Índia, donde passou a socorrer João de Lima cercado em Lamora e foi 10.º capitão-mor de Malaca de 20 de Julho de 1528 a 1529.
Achou-se em Diu quando era governador Nuno da Cunha com o rei de Cambaia (sultão de Guzarate Badur no ano de 1535 sobre conceder-se sítio para uma fortaleza.
Foi um dos quatro cavaleiros que nomeou para ajusto como diz Fernão Mendes Pinto, e Fernão de Castilho.
Foi, novamente, 14.º capitão-mor de Malaca de 1539 a 1542, capitão da fortaleza de Santiago da cidade de Quiloa, etc.
Há muita correspondência sua para o rei, entre 1507 e 1545.
Manuel de Faria e Sousa diz que casou, embora não lhe indique a mulher, confundindo-o com o avô paterno homónimo. O certo é que teve uma filha natural, Luísa de Faria, que casou com Manuel de Menezes, capitão-mor de Baçaim.